# エコミュージアム
エコミュージアム（Ecomuseum）とは、エコシステム（生態学）とミュージアム（博物館）とをつなぎ合わせた造語で、ある一定の地域において、住民の参加によって、その地域で受け継がれてきた自然や文化、生活様式を含めた環境を、総体として永続的な（持続可能な）方法で研究・保存・展示・活用していくという考え方、またその実践である。
エコミュージアムは、展示資料の現地保存、住民が参加しての運営などにより、地域を見直し、その発展を目指すことに特徴がある。エコミュージアムは博物館として明確な形態があるわけではなく、さまざまなタイプのものが存在しうる。
発祥はフランスであることから、元々はフランス語の「エコミュゼ」であり、「エコミュージアム」というのはその英訳である。

## 概要

### 原義
エコミュージアムは、1960年代後半に国際博物館会議（ICOM）の初代ディレクターであったリヴィエール（G．H．Rivière）がその概念を提唱し推進に尽力したものである。「エコミュージアム」という用語そのものはユグ・ド・ヴァリーン（Hugues de Varine）により考案された「エコミュゼ」（écomusée）の英訳であり、1971年の第9回国際博物館会議の席上で公に発表された。その後、世界各地に紹介され、地域に応じた展開をとげている。
リヴィエールの提唱した概念によれば、地域の人びとが自らの地域社会を探究し未来を創造するための家たる博物館であり、「地域社会の人々の生活と、その自然環境・社会環境の発達過程を史的に探究し、自然遺産および文化遺産を現地において保存し、育成し、展示することをつうじて、当該地域社会の発展に寄与することを目的とする新しい理念を持った博物館である」。（日本にエコミュージアムを紹介した新井重三の後掲書に紹介されている）

### 構成要素（日本における支配的モデル）
コア・サテライト・ディスカバリートレイル
エコミュージアムの構成要素は、地域の紹介所の機能を果たす拠点施設「コア」、現地で保存された展示対象たる「サテライト」、コアとサテライトあるいはサテライト相互をつなぎ、地域の魅力再発見へと導く「ディスカバリー・トレイル」（発見の小径）などからなる。これらで「つなぎ」、構成される地域全体が資源となる。（このモデルは、エコミュージアムの基本的な定義とは関係ないが、日本では多くの試行例が採用しているモデルとなっている）
これによると、つまり、これまでの神社仏閣・名勝・景勝地などの既存の有名観光資源を広範囲に移動しつつ駆け足で「巡る」タイプの「観光」ではなく、広い意味での新しい「旅」のフィールドとなる。

### 従来の博物館との違い
従来型の博物館（ミュージアム）は、次の特徴を持っている。
- 対象～高度な文化
- 場所～建物を新たに建築し、収集・収蔵品を建物・施設内に「取り込む」
- 主体～学芸員という専門家の管理のもとで、保存･展示
- 利用～一般大衆による受動的利用

であり、要するに（エコミュージアムとの対比をあえて強調していえば）高度な文化を扱う学芸員という専門家が主で利用者が従という関係で、文化を閉じ込めるものであるといえる。
これに対して、エコミュージアムには、専門家のもの、特殊な文化を扱うという考え方はない。
- 対象～その地域の生活そのもの（現在は存在しないものの、記憶として残る文化遺産・ソフトも含む）
- 場所～フィールドを活用し、その地で保存。集めたり移したりするための箱物を新たに必要としない（移す場合はなるべく現状保全）点在しているものを「つなぐ」ことに意義がある。
- 主体～住民・地域外住民。学芸員という専門家が主役ではなく、地域住民が主役
- 利用～住民・地域外住民が訪れ、活用する。

つまり、エコミュージアムは、その地の現在の生活や文化がどんな経緯でつくられてきたかということを住人自身が知り、また、他の土地の人たちにそれを見せることによって理解し、再確認する。そして、正しく受け継いでいくことに意義がある。
こうした一連の営みによって地域の活性化を図り、産業の発展をめざすことがエコミュージアムの目的であり、実践であるといえる。
ただ、たとえ一地域の産業活動であっても、その大半は商取引を通じてグローバル経済に組み込まれてしまい、事業として成り立たせていくことが第一の課題であり、他地域からの資金・利潤の獲得により産業の発展にまでつなげていくことは実際にはなかなか難しい。

## エコミュージアムの意義
エコミュージアムの取り組みが盛んなのは、中山間地域・田園地域である。
これらの地域にあるのは、民家、棚田、果樹園、背後の雑木林・竹林、小川、せせらぎ、水車・水車小屋、鎮守の森、そして山中に点在していた炭焼き小屋などである。いずれも、生活の手段たるものが大半であり、本来は相互の関連や周辺環境との関わりの中で存在してきたものであるが、これまでの博物館のあり方では、文脈を保ったままの収集は困難であった。こうした日常の生活の要素やその利用といった「場面」「シーン」を丸ごと見せるのが、エコミュージアムの考え方である。
丸ごと見せることで、地域住民がエコミュージアム活動に関わる契機となり、来訪者にとっても地域住民にとっても、生きた形での生活文化の学習が可能となる。

## 日本における取り組み
エコミュージアムは、日本においては、1995年頃新井重三等によって紹介された。なお、新井重三は翻訳する場合は「生活・環境博物館」とすべきとしている。
その後、「エコ」「ミュージアム」という語感のよさもあり、地域づくり計画・構想等において盛んに紹介されたが、コンセプトが未消化のまま言葉が先行したきらいは否めない。
しかしながら、直接エコミュージアムの理念にもとづき計画・設置されたものとは言いがたいが、その思想は、地域づくりに適用されている。例えば、山形県朝日町では「まちは大きな博物館」「まち全体が博物館、町民すべてが学芸員」をキーワードとし、町行政の地域づくり計画の中に位置づけたことで知られる。
また、地域の生活や文化を担っている人の活動を見せることによって、保存・継承しようという施設は各地にみられるようになってきた。たとえば、愛知県豊田市足助町の「三州足助屋敷」や群馬県みなかみ町須川の「たくみの里」などはその一例といえよう。「手仕事」が静かに注目されているのも一つの現われと言えよう。
このように、エコミュージアムという言葉を用いるかどうかは別にして、「地域全体が博物館」というまちづくりのコンセプトは全国各地で見られる。
エコミュージアムが紹介された以前から保存・活用の活動が全国で進んでいる町並みなども、生活しつつ保存するという考え方に立てば、その一つともいえる。その意味では、エコミュージアムという用語は使わないにしても、考え方としては日本においても浸透しつつあるといえよう。
地域全体が博物館という考えから発展したフィールド・ミュージアム等の考え方にも、エコ・生態系重視の考え方は相当に弱まるが、特定の地点に集中させるのではなく、「巡ってゆく」「現地であることを大切にする」等の思想は部分的ではあるが、受け継がれている。